# Xermade
Xermade är en kommun i Spanien. Den ligger i provinsen Lugo i den autonoma regionen Galicien i nordvästra delen av landet, 500 km nordväst om huvudstaden Madrid. Antalet invånare är 1 698 (2024). Arean är 165,46 kvadratkilometer.